# Melittosmithia carinata
Melittosmithia carinata là một loài Hymenoptera trong họ Colletidae. Loài này được Smith mô tả khoa học năm 1862.